# Giacomo da Lentini
Giacomo da Lentini (ca. 1210-ca. 1260) fue un poeta de Italia, de la Escuela siciliana.

## Biografía y obras
Se sabe muy poco de su vida. Se infiere de alguna de sus canciones que su oficio es el de notario en la corte de Federico II Hohenstaufen en Sicilia. En este sentido, un documento de Mesina del año 1240 contiene la siguiente firma: 
Jacobus de Lentino domini imperatoris notarius
También Dante Alighieri se refiere a él en la Divina Comedia (Canto XXIV Purgatorio, 56), como Il Notaro, y lo considera uno de los más importantes representantes de la poesía siciliana.
- La escuela siciliana

La composición más famosa es No m'aggio posto in core de Giacomo da Lentini, autor que se considera el líder de este movimiento literario y su fundador, tal como lo recoge Dante en el canto XXIV del Purgatorio. 
Se le atribuyen 16 canciones y 22 sonetos, que obedecen, en cuanto a métrica, temática y estilo, a los cánones de la lírica provenzal y unos de los principales creadores del soneto.